# Podstolice (powiat chodzieski)
Podstolice – wieś w Polsce położona w województwie wielkopolskim, w powiecie chodzieskim, w gminie Budzyń.
Wieś królewska należąca do starostwa rogozińskiego, pod koniec XVI wieku leżała w powiecie poznańskim województwa poznańskiego.  W latach 1975–1998 miejscowość należała administracyjnie do województwa pilskiego.
Wieś sołecka – zobacz jednostki pomocnicze gminy Budzyń w BIP
We wsi znajduje się kościół św. Kazimierza z 1935 roku.